# Kasteel van Sint-Joost-ten-Node

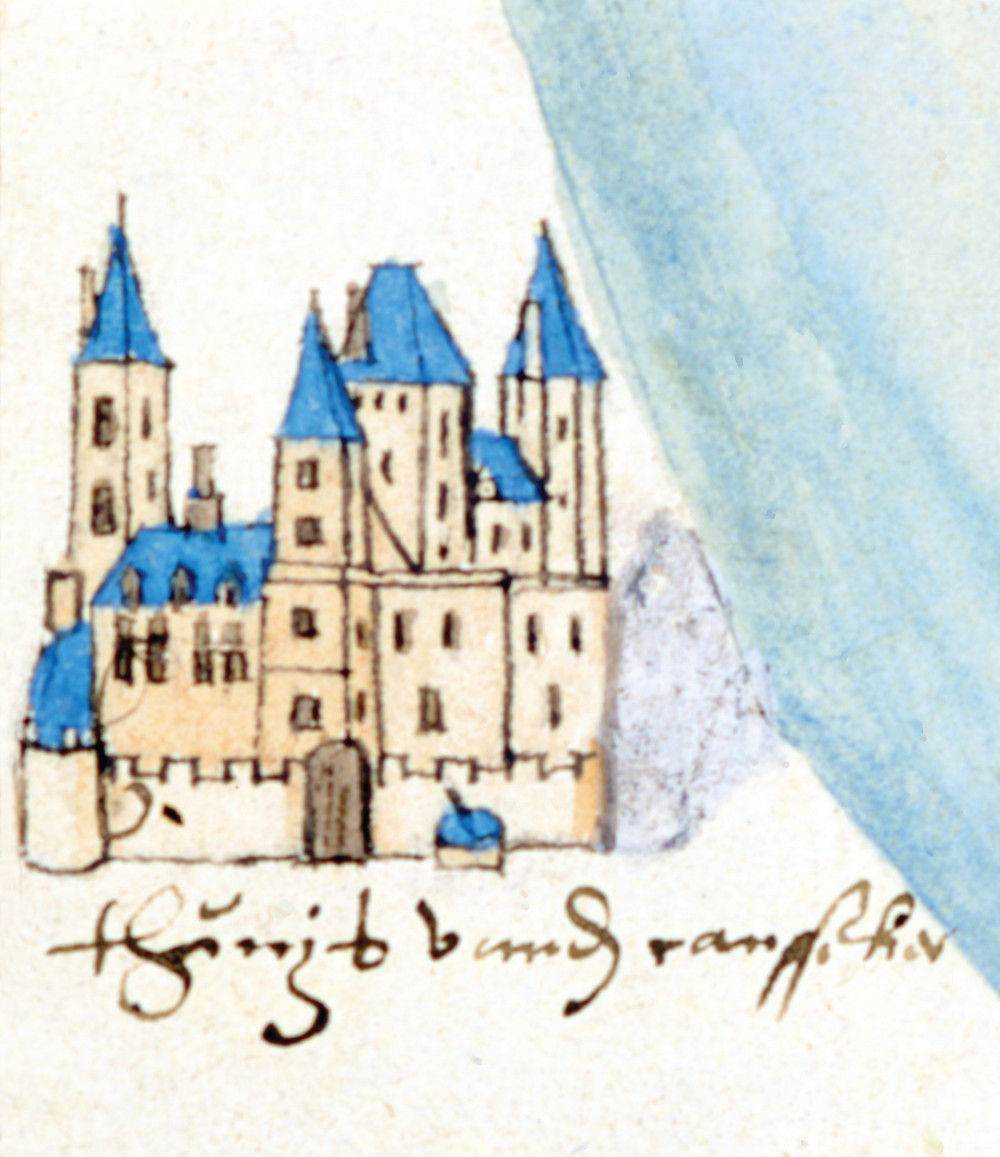
De schets uit 1589

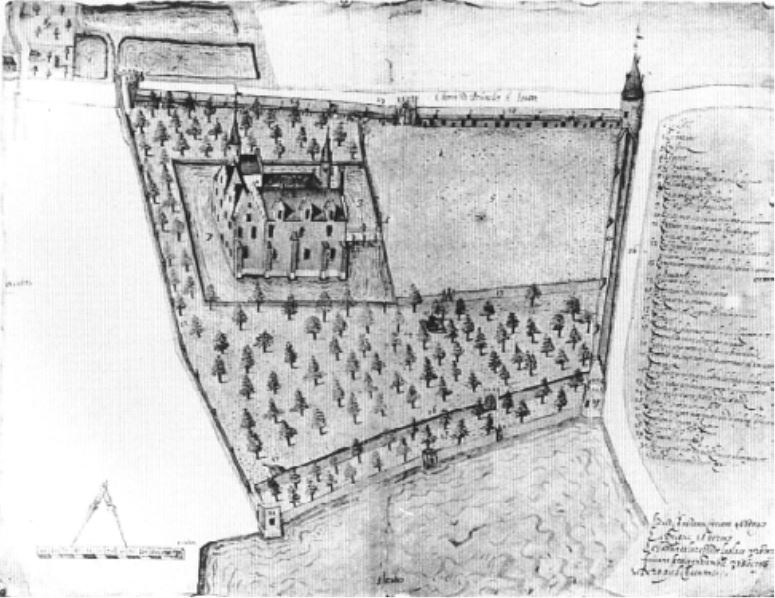
Het kasteel op een jongere kaart

Het Kasteel van Sint-Joost-ten-Node was een verblijfplaats van de hertogen van Brabant in de Brusselse gemeente Sint-Joost-ten-Node, die toen een landelijk karakter had. Het verdwenen bouwwerk is opgenomen in het wapen van Sint-Joost-ten-Node.

## Geschiedenis
Vermoedelijk is het kasteel een stuk ouder dan de eerste vermeldingen ervan uit de jaren 1460. Wellicht is het geleidelijk uitgebouwd nadat hertog Jan II van Brabant in 1302 rechten verwierf op de Hoeyvijver (met o.a. een hertogelijke graanmolen in 1321). Wanneer de hertogen hun blijde inkomst maakten in Brussel, kwamen ze traditioneel van het Kasteel van Tervuren, boden ze in hun verblijf in Sint-Joost de erewijn aan en trokken ze dan via de Leuvensepoort de stad binnen. Het kasteel was gelegen op een domein tussen de Leuvensesteenweg, de weg naar het kasteel van Granvelle, de Grote Vijver en een beek die vanaf de vijver ongeveer het tracé van de huidige Liedekerkestraat volgde. 

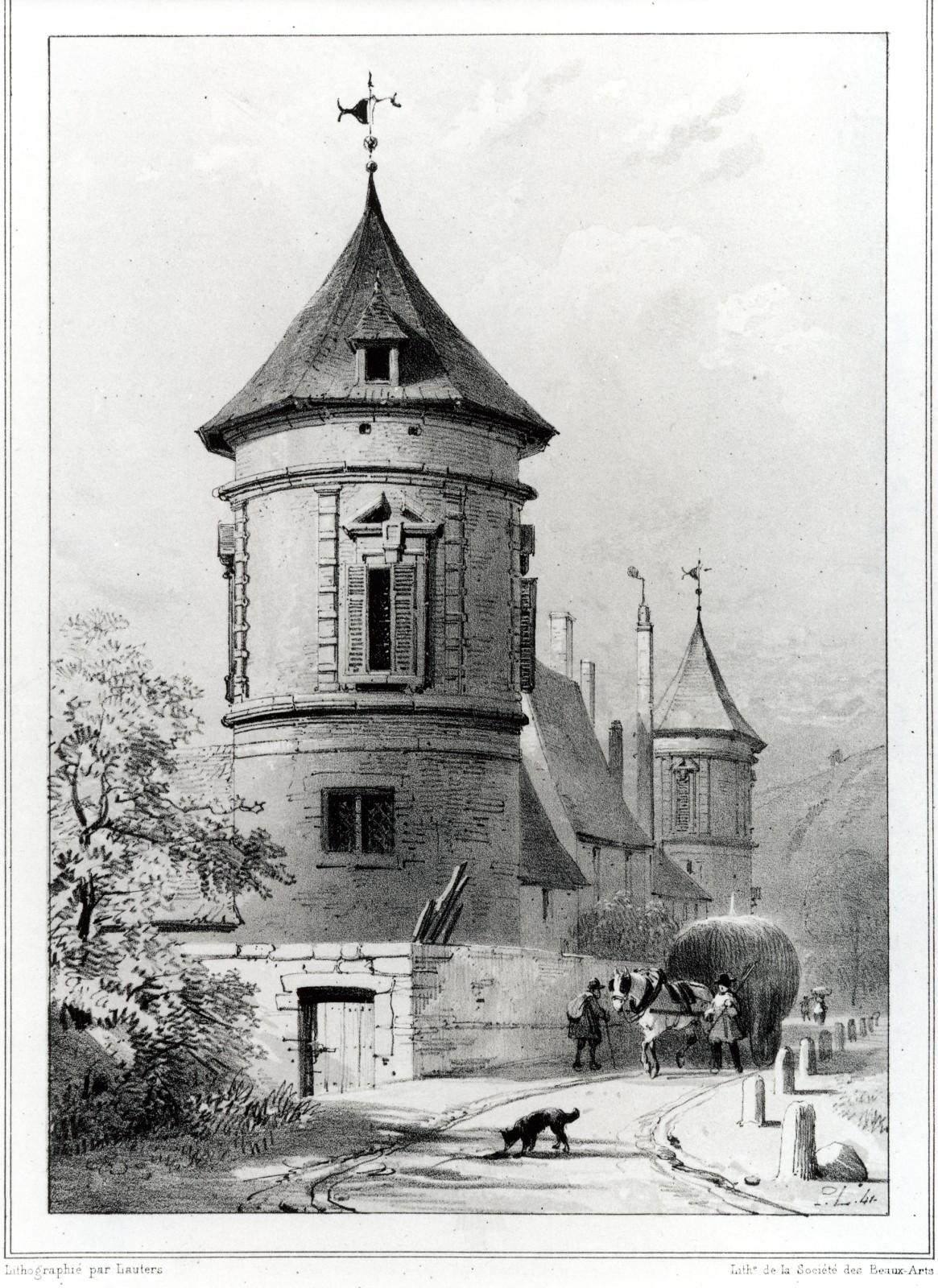
Het neerhof na transformatie tot Château des Deux-Tours

Uit de hertogelijke rekeningen blijkt dat Filips de Goede geregeld vertoefde in zijn hof in Ten Noede. Hij gaf er feestmalen, ging baden en genoot van zijn wijngaarden. In een bewaarde brief vroeg zijn burggraaf betaling voor tien zwanen en zestien pauwen die hij er voor de hertog hield. Zijn opvolgers kwamen er minder. 
Iconografisch verschijnt het kasteel slechts in de 16e eeuw, dankzij een schets op een figuratief plan van Hendrik Cammaert uit 1589, waarop het is aangeduid als huys van den canselier. De schets toont een complexe constructie uit baksteen en natuursteen, met meerdere torens en een gekanteelde ommuring. Het geheel was omgeven door tuinen en bijgebouwen en onderging in de loop der eeuwen talrijke veranderingen. Begin 16e eeuw werd het afgestaan aan de graven van Nassau en nadien kwam het in het bezit van achtereenvolgens de kanselier van Brabant en de families Borluut en d'Ursel.
Nadat het kasteel in de 18e eeuw in onbruik was geraakt, werden de bijgebouwen uit 1609 aan de oostelijke omheiningsmuur omgebouwd tot logies. De zuidoostelijke toren werd verhoogd en voorzien van een conische spits naar het voorbeeld van de noordelijke toren, waarna men ging spreken over het Château des Deux Tours (het Kasteel van de Twee Torens, dat zijn naam gaf aan de Tweetorenstraat). In dit tweede kasteel nam brouwerij Van den Perre in de 19e eeuw zijn intrek, wat de nodige transformaties met zich meebracht. Het geheel werd in 1927 gesloopt voor de verbreding van de Kardinaalstraat.
Bij een opgraving zijn in 2005 resten van het oorspronkelijke kasteel blootgelegd.